# Formotensha marginalis
Formotensha marginalis är en fjärilsart som beskrevs av Matsumura 1925. Formotensha marginalis ingår i släktet Formotensha och familjen tandspinnare. Inga underarter finns listade i Catalogue of Life.